# Ŕ
Ŕ, ŕ — літера розширеного латинського альфабету, утворена буквою R з додаванням акута. Використовується в баскській, нижньолужицькій, словацькій мовах і в проєктах української латиниці.

## Вживання

### Баскська мова
В ортографії баскської мови Сабіно Арани Ŕŕ використовувалося як дрижачий приголосний. Однак у стандартному баскському альфабеті r використовується в кінцевих позиціях складу, а rr — між голосними.

### Нижньолужицька мова
Він використовується в нижньолужицькій мові для передавання палаталізованого /rʲ/, як і в проєктах українського латинського альфабету.

### Словацька мова
У словацькій мові позначає подовжений складотворний звук [ r̩ː ] (словац. dlhé er).

### Українська мова
В історичному проєкті українського латинського альфабету Їречека літера Ŕŕ використосувалася на позначення м'якого звуку /rʲ/, наприклад: трьох — tŕoch.

## Кодування
| Графема | HTML     | Юнікод | ISO 8859-2 | TeX      |
| ------- | -------- | ------ | ---------- | -------- |
| Ŕ       | &Racute; | U+0154 | C0         | \acute R |
| ŕ       | &racute; | U+0155 | E0         | \acute r |